# Ngwegunhmu
Ngwegunhmu és el títol d'alguns prínceps shan de l'Estat Shan de Myanmar, sobretot de la regió del Myelat. Vol dir cap recaptador, i eren uns alts funcionaris encarregats de recaptar les taxes i els tributs per als reis birmans i més tard pels britànics.

## Llista d'estats governats per un Ngwegunhmu
- Kyawkku Hsiwan (Kyakku)
- Kyone
- Loi Ai (Lonpo)
- Loimaw
- Maw
- Mawson (Mawhson)
- Namkhai
- Namtok
- Pinhmi
- Pangtara
- Yengnan